# James Loughran
James Loughran   (Glasgow, 30 de juny de 1931 - Bearsden, 19 de juny de 2024) CBE, va ser un director d'orquestra escocès, el primer director britànic a ser nomenat cap d'una gran orquestra alemanya.

## Biografia
Va estudiar al "St Aloysius" Glasgow, Loughran va dirigir a l'escola i després, mentre estudiava economia i dret. Quan va demanar l'assessorament d'un dels directors de l'Orquestra Nacional Escocesa, Karl Rankl, sobre com desenvolupar la seva carrera musical, Rankl va suggerir que adquirís experiència treballant en el sistema d'òpera alemany. Loughran va obtenir, doncs, una plaça de repetidor a l'Òpera de Bonn el 1958, on va entrar en contacte amb Peter Maag, i posteriorment va treballar en la mateixa funció amb l'Òpera dels Països Baixos ia Itàlia, a Milà.
Loughran va començar la seva carrera com a director amb l'Orquestra Simfònica de Bournemouth després de guanyar el Concurs de Direcció de l'Orquestra Filharmònica de 1961 jutjat per Otto Klemperer, Carlo Maria Giulini, Sir Adrian Boult i l'orquestra. A Bournemouth, Loughran va treballar al costat del director en cap de l'orquestra Constantin Silvestri. Loughran va fer el seu debut a Covent Garden amb Aïda de Verdi el 1964, cosa que va fer que Benjamin Britten el convidés a ser director musical de l'English Opera Group.

## Carrera
Loughran va ser director en cap de l'Orquestra Simfònica Escocesa de la BBC (BBC SSO) de 1965 a 1971. Posteriorment es va convertir en director principal de The Hallé a partir de la temporada 1971–72, succeint a Sir John Barbirolli. Va ocupar el càrrec fins a 1983, i va ser director laureat de The Hallé de 1983 a 1991.
Un altre treball al Regne Unit va incloure la direcció del primer concert de la recentment creada Scottish Chamber Orchestra el 1974. També va dirigir la "Last Night of the Proms" cinc vegades, entre 1977 i 1984. Va ser director convidat principal de la BBC "National Orchestra of Wales" des de 1987 a 1990.
Fora del Regne Unit, Loughran va ser director principal de l'Orquestra Simfònica de Bamberg de 1979 a 1983, el primer director britànic a ser nomenat cap d'una gran orquestra alemanya. A Dinamarca, va ser director titular de l'Orquestra Simfònica d'Aarhus del 1996 al 2003. Va debutar als Estats Units el 1972, dirigint la Filharmònica de Nova York. James Loughran va ser nomenat director convidat permanent de l'Orquestra Filharmònica del Japó el 1980, i director honorari des del 2006. Loughran va ser actiu com a director convidat amb moltes de les orquestres més importants del món, com ara la Royal Liverpool Philharmonic Orchestra, Philharmonia, London Philharmonic, Royal Philharmonic, Los Angeles Philharmonic, Dallas Symphony, Munich Philharmonic, RSO Berlin, Vienna Symphony, Estocolm Filharmònica, Simfònica de la ràdio finlandesa, Simfònica de la ràdio de Stuttgart i altres.
Es va convertir en Freeman de la City de Londres el 1991, i en els honors d'Any Nou de 2010 va ser nomenat Comandant de l'Ordre de l'Imperi Britànic (CBE). També va ser president de l'Edinburgh Youth Orchestra i membre de la Royal Scottish Academy of Music & Drama.

## Enregistraments
L'enregistrament Hallé de Loughran de The Planets de Holst va guanyar un disc d'or d'EMI i hi va haver elogis universals pels seus cicles de simfonies de Beethoven, Brahms i Elgar. Altres enregistraments inclouen els concerts per a piano de Brahms amb John Lill i el Concert per a violí amb Maurice Hasson, els concerts per a piano núms. 2 i 4 de Camille Saint-Saëns amb Idil Biret, la Simfonia fantàstica d'Hector Berlioz i la Simfonia núm. 2 de Sergei Rachmaninoff, així com lectures notables de Walton's Belshazzar's Feast i obres de la família Strauss. També va gravar les simfonies completes de Beethoven amb l'Orquestra Simfònica de Londres com a part de les celebracions del Bicentenari de Beethoven de la Unió Europea de Radiodifusió el 1970.
Loughran també va dirigir la Simfonia núm. 10 de Havergal Brian per a la primera gravació comercial de qualsevol de la música de Brian, amb l'Orquestra Simfònica de les Escoles de Leicestershire. L'enregistrament es va publicar a Unicorn Records el 1973, juntament amb la Simfonia núm. 21 de Brian, dirigida per Eric Pinkett. La sessió d'enregistrament també va rebre cobertura televisiva al programa Aquarius, sota el títol "El guerrer desconegut".

## Vida personal
Loughran es va casar dues vegades. El seu primer matrimoni va ser amb Nancy Coggan el 1961, i hi va haver dos fills, inclòs el comentarista esportiu Angus Loughran. El matrimoni va acabar en divorci el 1983. Es va casar, en segon lloc, amb Ludmila Navratil, el 1985. Va morir per complicacions de la demència el 19 de juny de 2024, a l'edat de 92 anys.